# Alexandre-Pierre-François Boëly
Alexandre-Pierre-François Boëly est un compositeur, pianiste, organiste et professeur français, né à Versailles le 19 avril 1785 et mort à Paris le 27 décembre 1858.

## Biographie
Né au 21 rue des Bourbonnais à Versailles, Alexandre est issu d'une famille de musiciens. Son père, Jean-François (1739–1814), est haute-contre à la Sainte-Chapelle de Paris, compositeur et professeur de harpe à la cour de Versailles et théoricien. Sa mère, Catherine-Louise Levesque (1755-1804), femme de chambre d'un enfant de la Comtesse d'Artois de 1778 à 1783, a pour père Pierre-Louis Levesque (1724-1797) chantre et auteur d'un Solfège d'Italie (1772) assez célèbre, qui connut cinq rééditions jusqu'en 1830. Son oncle, Pierre-Louis Levesque (1760-?) est aussi Page du Roi. Enfin, il a quatre sœurs qui suivent toutes de rapides et brillantes études à l'ouverture du conservatoire.

### Formation
Dès sa cinquième année Alexandre reçoit sa première éducation musicale parmi les pages de la musique du Roi, dirigés par son grand-père. À Paris, il a d'abord pour maître son père, doué d'une solide culture, puis dès l'ouverture du Conservatoire de Paris en 1796 – Alexandre est alors dans sa onzième année – il commença le violon avec Henri Guérillot (1749–1805), sans grand succès apparemment, et surtout le piano. L'hypothèse a été émise qu'il avait commencé avec Madame Hélène de Montgeroult (1764–1836) jusqu'en janvier 1798, puis avec le pianiste-compositeur et pédagogue tyrolien Ignaz Ladurner (1766-1839). Ladurner, fils d'organiste et organiste à ses heures, formé à Munich et fixé à Paris depuis 1788, devient professeur au conservatoire de mai 1797 jusqu'à son éviction en 1802 (comme le violoniste Guérillot, écarté lui aussi lors d'un remaniement professoral). Début 1798, Boëly s'initie, entre autres, à Bach, Haydn et Clementi. Mais il ne termina jamais ses études au conservatoire à cause d'un déménagement en province, ce qui lui ferma le concours du Prix de Rome, ou un poste de professeur dans l'établissement. Il avait quinze ans. À son retour, deux ans plus tard, il est possible qu'il reprît des cours particuliers avec Ladurner, ce que la dédicace de son opus 1, publié en 1810 semble confirmer.
On ignore précisément le déroulement de sa formation de compositeur ou celle de l'organiste. En composition, il doit beaucoup à la lecture directe des œuvres (la bibliothèque du Conservatoire est fort riche). Ce que Fétis confirme :

« Il se livra tôt à des études persévérantes sur un art qui avait été toujours pour lui l'objet d'une ardente passion. Son père lui avait donné quelques leçons d'harmonie d'après le système de Rameau ; il dut réformer par la lecture de bons ouvrages classiques les faux principes qu'il y avait puisés. L'exécution des belles œuvres de Bach, de Haendel, de Haydn et de Mozart lui en apprit plus que tout ce qu'il avait appris dans les livres. »

— Fétis,  Biographie universelle des musiciens et bibliographie générale de la musique.
En tout cas, avant sa vingtième année, il signe des œuvres de chambre accomplies.
« Confiné par ses goûts dans la spécialité qu’il s’était créée, M. Boëly ne songeait pas à en sortir lorsque les conseils de quelques amis, en particulier du savant Perne, l’engagèrent à se livrer à la pratique de l’orgue. Tous ses travaux et toutes ses tendances l’avaient préparé à cette nouvelle carrière : aussi n’eut-il aucune peine à y entrer », écrit A. Farrenc en 1858. Sa carrière se précise seulement vers 1826. Il s'initia sérieusement à l'orgue semble-t-il à partir de 1830, date à laquelle il fait installer un clavier de pédale à l'allemande sous son piano personnel, ce qui constitue une grande première en France. Il fera de même en 1840 à sa tribune de Saint-Germain. Il est certain qu'il fréquente avec assiduité la tribune de Saint-Gervais, qui fut celle d'Armand Louis Couperin et tenue par Jean-Nicolas Marrigues qu'Alexandre connaît de longue date. Ceci explique sans doute le style particulier et personnel du compositeur : « n'ayant pu bénéficier d'une formation officielle, Boëly a acquis une solide expérience de l'instrument à tuyaux et de la composition par une étude patiente, curieuse et solitaire ».
Les orchestres français après l'Empire, ne disposant pas des effectifs de vents nécessaires à l'interprétation du répertoire de Mozart ou Beethoven, Boëly se spécialise dans l'adaptation pour un second piano de ces pupitres. Dans les concerts organisé par Marie Bigot (1786-1820) qui est une « fervente admiratrice et interprète des concertos de Mozart qu'elle a découvert à Vienne »a pour partenaires Baillot (créateur du Concerto de Beethoven en France), Lamare, Boëly et Auber. C'est souvent lui qui tient cette partie après avoir joué à l'alto d'autres œuvres. On dispose des parties de quatre concertos de Mozart ainsi arrangés pour l'orgue ou l'harmonium : Kv. 450, 459, 467 et 488.
Son goût pour le classicisme et sa prétention à faire de la bonne musique, son manque d'ambition mondaine, l'isolèrent de la scène musicale parisienne qui préférait des œuvres patriotiques ou italiennes, selon le goût de Napoléon, explique le peu de popularité de Boëly. Plus tard, des musiciens comme Cherubini, Rossini, Bellini, mais aussi, Meyerbeer, Paganini, connurent le succès, tandis que Beethoven en France, restait ignoré ou peu apprécié, Boëly lui, proclamait son admiration pour le compositeur de Fidelio ! Les premières sonates opus 1 ou les Trios opus 5 en portent la marque.

### L'organiste
En août 1840, il est nommé organiste à l'église Saint-Germain-l'Auxerrois. Âgé de cinquante-cinq ans, il est au sommet de son art et inspire le respect : c'est enfin un artiste heureux, confiant : « L'orgue fait de lui un autre homme, un autre artiste ». Il exécute des œuvres de compositeurs inconnus ou peu appréciés du public : Bach (considéré comme une vieille perruque, réputé injouable ou scolaire...), Frescobaldi, Couperin. Il contribua à la formation directement ou indirectement de l'école d'orgue de la génération suivante par l'intermédiaire d'Alkan, Franck, Lefébure-Wely, Saint-Saëns, Ambroise Thomas ou Chauvet qui viennent l'entendre à Saint-Germain l'Auxerrois jouer Bach.
Il fut congédié fin septembre 1851 pour son « austérité », parce que le public et le clergé s'ennuient..., bien que ses amis et connaisseurs le soutiennent et en savent le talent. La paroisse avait perdu son qualificatif de « royale » depuis 1848...
Quant à l'œuvre pour orgue, elle est « parmi les plus vastes publiées en France ». Au moment même où l'orgue commence à renaître. Un de ses élèves, Eugène Vast, âgé de seize ans, prend le relais. Boëly se défait de son poste à la maîtrise de Notre-Dame et reprend ses leçons.
Jusqu'à sa mort, il fut professeur particulier de piano, l'un des meilleurs de Paris selon ses contemporains et notamment Pierre Baillot, professeur de violon au Conservatoire, et coauteur de la méthode utilisée avec Rode et Kreutzer. On notera que Boëly assista à tous les concerts de musique de chambre organisés par le célèbre violoniste (soit 154 en tout), mais on n'y joua jamais ses œuvres. Il meurt au 27 de la rue Ponthieu à Paris, le lundi 27 décembre 1858 et repose au cimetière de Montmartre. Lors de ses obsèques à Saint-Philippe-du-Roule, Camille Saint-Saëns tint l'orgue.

## Postérité
Boëly fut et demeure inconnu du grand public, mais il n'en a pas moins joué un rôle déterminant dans la renaissance de la musique française au XIXe siècle.

## Œuvres
Il laisse une œuvre abondante : musique de chambre, des œuvres pour piano, dont deux sonates et une centaine d'études, de la musique pour orgue (douze Cahiers de pièces de différents caractères, quatre Livres pour orgue à pédales) ainsi que quelques œuvres liturgiques, en particulier deux messes brèves.
| Œuvres pour piano | Musique de chambre | Musique d'orgue | Musique vocale | Musique pour orchestre | Arrangements |
| ----------------- | ------------------ | --------------- | -------------- | ---------------------- | ------------ |

### Piano
Les compositions de piano embrassent la période de 1805 à 1857.

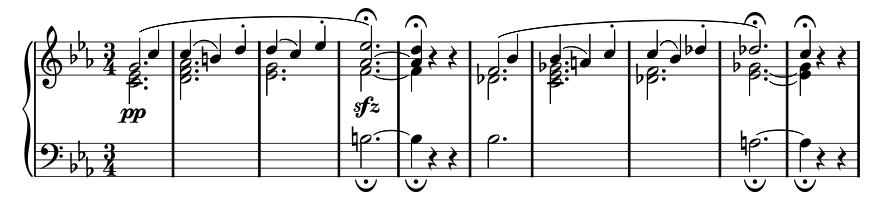
Thème de la Sonate op. 1 no 1

- Deux Sonates pour piano, op. 1 (dédiées à Ignaz Ladurner – pub. 1810, I. Pleyel et Naderman[22]). La page de titre précise Boëly fils, le père de Boëly était encore vivant.
  - Sonate no 1 en ut mineur
    1. I. Allegro molto
    2. II. Adagio con espressione
    3. III. Finale. Presto.

  - Sonate no 2 en sol majeur
    1. I. Allegro con brio
    2. II. Scherzo. Allegro
    3. III. Finale. Rondo vivace ma non troppo.

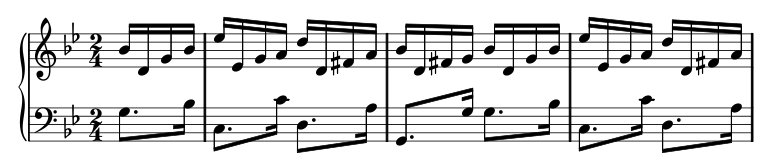
Premières mesures du Caprice opus 2 no 19

- Trente Caprices ou Pièces d'études, op. 2 (dédiés à Madame Marie Bigot - pub. fin 1816 ou début 1817, Boieldieu jeune [Louis Armand]) Marie Bigot (1786-1820), avait suivi son époux en 1804 à Vienne, bibliothécaire du Prince Rasoumovski... Elle y avait été élève de Beethoven, avant son retour en France fin 1809. À Vienne elle avait aussi rencontré Haydn et Salieri. À l'époque de la publication de ce cahier, outre ses activités de composition pour son instrument, elle donnait des cours, entre autres, aux enfants Fanny et Felix Mendelssohn qui résidaient à Paris. C'est chez Marie Bigot qu'eurent lieu, dès son retour, bien des séances de quatuors avec Baillot et Boëly (François-Sappey 1989, p. 84). Brigitte François-Sappey (note 38 p. 369) fait remarquer que Choron et Fayole citent les Essercizi de Scarlatti sous le nom de Trente caprices.
  - no 1 en fa majeur, allegro
  - no 2 en la majeur, allegretto
  - no 3 en si-bémol majeur, allegretto
  - no 4 en ré majeur, presto
  - no 5 en mi majeur, allegretto
  - no 6 en ut-dièse mineur, andante
  - no 7 en fa-dièse majeur, andante
  - no 8 en ut majeur, moderato sempre legato
  - no 9 en la majeur, allegro molto vivace
  - no 10 en sol majeur, allegro
  - no 11 en sol mineur, adagio
  - no 12 en mi-bémol majeur, allegro non troppo
  - no 13 en fa majeur, andante
  - no 14 en si mineur, presto
  - no 15 en ré majeur, allegro
  - no 16 en fa mineur, allegro moderato
  - no 17 en la-bémol majeur, allegro, sempre legato
  - no 18 en ut majeur, allegro maestoso
  - no 19 en sol mineur, presto ma non troppo
  - no 20 en si-bémol majeur, moderato
  - no 21 en ut-dièse mineur, scherzando
  - no 22 en fa-dièse mineur, moderato sempre legato
  - no 23 en ut mineur, allegro
  - no 24 en mi-bémol majeur, allegro commodo
  - no 25 en sol mineur, C
  - no 26 en sol majeur, allegro con brio
  - no 27 en mi mineur, allegro moderato
  - no 28 en ré majeur, moderato con espressione
  - no 29 en ré mineur, andantino
  - no 30 en si-bémol mineur, moderato con espressione

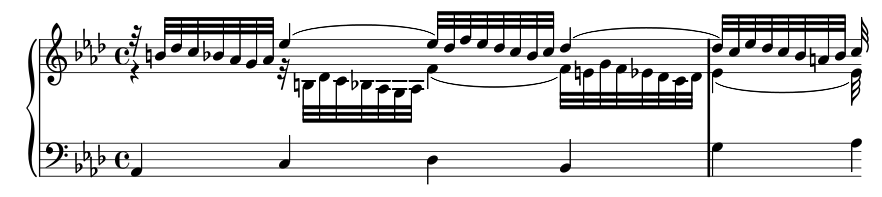
Début de l'étude opus 6 no 15

- Trente Études pour le piano, op. 6 (dédiées à Frédérik W. Kalkbrenner - comp. 1818-28[23] – pub. 1830, Ignaz Pleyel) Le recueil est conçu dans son ordre chronologique, sans ordre tonal ou didactique.
  - no 1 en mi-bémol majeur, poco allegro sostenuto e legato (jusqu'au no 9 : entre 1816 et 1823)
  - no 2 en si mineur, allegretto
  - no 3 en fa majeur, allegro moderato
  - no 4 en fa mineur, allegro moderato
  - no 5 en la majeur, allegretto leggieramente
  - no 6 en ut majeur, allegro
  - no 7 en mi-bémol majeur, allegro
  - no 8 en si mineur, larghetto sostenuto
  - no 9 en mi mineur, allegretto
  - no 10 en sol-bémol majeur, andante con espressione (16 septembre 1824)
  - no 11 en mi mineur, allegro vivace (24 janvier 1824)
  - no 12 en mi majeur, allegro moderato (29 avril 1824)
  - no 13 en ut-dièse mineur, allegretto (16 août 1824)
  - no 14 en fa majeur, presto ma non troppo (4 décembre 1824)
  - no 15 en la-bémol majeur, cantabile sostenuto (7 août 1825)
  - no 16 en ut-dièse majeur, allegro con bio
  - no 17 en la majeur, andante con molto espressione
  - no 18 en la mineur, vivace (28 juin 1825)
  - no 19 en sol majeur, a tempo giusto. Se retrouve dans le cahier d'orgue op. 43 no 12
  - no 20 en ut mineur, con fuoco (15 septembre 1825)
  - no 21 en la-bémol majeur, allegretto
  - no 22 en si majeur, allegro (24 janvier 1826)
  - no 23 en ré mineur, allegro un poco agitato
  - no 24 en mi-bémol majeur, poco adagio
  - no 25 en mi majeur, romanza con espressione
  - no 26 en sol majeur, allegro canone all'unisono (26 mai 1827)
  - no 27 en mi-bémol majeur, poco agitato con espressione
  - no 28 en la majeur, allegro con brio. En canon (14 décembre 1828)
  - no 29 en mi mineur, allegro moderato ma con fuoco
  - no 30 en ré mineur, andante un poco lento

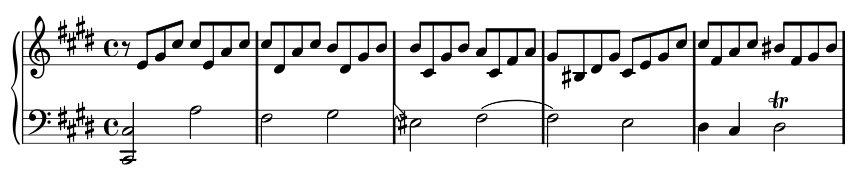
Premières mesures de l'étude opus 13 no 8

- Caprice pour le piano, op. 7 (dédié à Mademoiselle Claire Spitz - pub. à compte d'auteur entre 1830 et 1842, puis 1843 chez Veuve Launer). Constitué de trois thèmes, la pièce débute par une valse hésitation en la bémol majeur ; la partie centrale est en forme de variations. Le style est très proche de Chopin et parfois on se surprend à croire écouter une romance de Mendelssohn ou même un Scherzo de Brahms (son op. 4).
- Troisième livre de Pièces d'étude en deux suites, op. 13 (dédié à Jean-Baptiste Cramer - comp. 1826-31 pour l'essentiel et jusqu'à 1844 - pub. 1846, Richault). Les dates indiquées dans le détail sont sur la partition.
  - Suite I. no 1 en fa majeur, prélude, allegro
  - no 2 en fa mineur, allegro
  - no 3 en si-bémol majeur, allegro ma non troppo (Versailles, 23 octobre 1831)
  - no 4 en sol mineur, moderato assai, Canon (17 août 1827)
  - no 5 en mi-bémol majeur, mesto con molto sentimento
  - no 6 en mi-bémol majeur, allegro con fuoco (21 août 1831)
  - no 7 en mi majeur, moderato
  - no 8 en ut-dièse mineur, allegro
  - no 9 en sol majeur, moderato ed espressivo (Étiolles, 25 juin 1830)
  - no 10 en sol mineur, allegro moderato ma energico (Achevée le 31 juillet 1830) La pièce, intitulée « 28 juillet 1830 », qu'on peut qualifier d'étude révolutionnaire comme celle de Chopin (op. 10 no 12) a été conçue le jour même des événements révolutionnaires des Trois Glorieuses, mais publiée avec seize ans de retard[24]. L'esquisse est noté « Allegro strepitozo » « qui lui convient beaucoup mieux »[25].
  - no 11 en ré majeur, cantabile con grazia
  - no 12 en si mineur, allegro moderato. Une marche funèbre
  - no 13 en ut majeur, allegro vivace (21 juillet 1830)[26]
  - no 14 en la mineur, fuga, Moderato (14 septembre 1834)
  - no 15 en la majeur, cantabile sostenuto
  - no 16 en fa-dièse mineur, allegro moderato
  - no 17 en sol-bémol majeur, moderato : Canone per moto contrario
  - no 18 en 'fa majeur, toccata, allegro moderato
  - no 19 en ut majeur, non troppo presto e mezzo staccato (fin 1823)
  - no 20 en mi mineur, moderato (avant 1823)
  - Suite II. no 21 en mi majeur, andante
  - no 22 en mi-bémol majeur, poco adagio
  - no 23 en ut mineur, andante con moto
  - no 24 en mi-bémol majeur, grazioso
  - no 25 en ut majeur, allegro molto legato
  - no 26 en la majeur, andante con moto
  - no 27 en si mineur, andante moderato
  - no 28 en si-bémol majeur, allegretto con grazia e leggieramente
  - no 29 en sol mineur, allegro moderato
  - no 30 en sol majeur, allegro
  - no 31 en mi majeur, moderato molto legato
  - no 32 en mi mineur, fuga, allegro moderato
  - no 33 en la-bémol majeur, largo (17 octobre 1844)
  - no 34 en ut mineur, un poco sostenuto, Fuga (14 avril 1828)
  - no 35 en fa majeur, presto ma non troppo
  - no 36 en ré mineur, moderato (5 novembre 1844)
  - no 37 en ré majeur, prélude, allegro moderato
  - no 38 en ut majeur, andante con moto
  - no 39 en la majeur, andante sostenuto, Canon (26 novembre 1838)
  - no 40 en ut-dièse mineur, allegretto scherzendo
- Quatre variations (6 août 1833, manuscrit[27])
- Quatre Suites dans le style des anciens maîtres, op. 16 (dédiées à Madame Blache de Conantre - pub. 1854, Lavinée) Trois autres Suites ont été disséminées dans les opus posthumes : Suite en la mineur op. 54 no 7-11 ; Suite en mi mineur, op. 55 no 2-4 ; Suite en la-bémol majeur, op. 55 no 11 & 12 et op. 54 no 2 & 3.
  - no 1 en la majeur. Allemande - Courante - Sarabande - Bourées I & II - Gigue
  - no 2 en ré mineur. Allemande - Courante - Sarabande - Allegro - Gigue
  - no 3 en ut majeur. Allemande - Courante - Sarabande - Gavotte - Gigue (Canon)
  - no 4 en fa mineur. Fugue à deux sujets - Largo - Polacca
- Premier Livre des Vingt-quatre Pièces, op. 20 (comp. v. 1800-1854 - pub. 1857, Richault)
  - no 1 Valse (no 1 à 12 comp. à l'adolescence[28])
  - no 2 Romance
  - no 5 Prélude
  - no 7 Romance
  - no 6
  - no 9 Valse
  - no 10 Prélude
  - no 11 Valse
  - no 12 Scherzo
  - no 13 Romance (vers 1830)
  - no 14 (les pièces 14 à 22 datent de la période 1848–1850)
  - no 15 Menuet
  - no 16 Danse villageoise. Allegro en sol majeur/mineur
  - no 18 Scherzo
  - no 19
  - no 20 Duo
  - no 21
  - no 22 Gavotte
  - no 23 Marche des pèlerins
  - no 24 Scherzo
- Fantaisie, op. 21 (dédiée à Camille Saint-Saëns - comp. 1828 - pub. 1858, Richault)
- Deuxième Livre de vingt-quatre pièces, op. 22 (comp. 1804-1853 - pub. 1858, Richault)
  - no 1 Prélude
  - no 2
  - no 3 Scherzo
  - no 4 Prélude
  - no 5
  - no 6 Prélude
  - no 7 Duo
  - no 8
  - no 9 Prélude (Voyez la ressemblance avec le prélude en fa mineur du premier libre du clavier bien tempéré de Bach)
  - no 10
  - no 11
  - no 12 Duo
  - no 13 Prélude
  - no 14
  - no 15 Menuet
  - no 16 Prélude
  - no 17
  - no 18
  - no 19
  - no 20
  - no 21 Prélude
  - no 22
  - no 23
  - no 24 Fantaisia

Collection des œuvres posthumes, op. 33, 34 et 46 à 56 (154 pièces comp. de 1805 à 1858 - pub. 1859-1860, Richault)
L'ordre choisi pour ces publications posthumes est strictement chronologique à une exception des opus 54 et 55 et de placer l'opus 50 avant l'opus 46 et reclasser les pièces dans ces deux recueils.
- Opus 33
  - no 1 Fugue à quatre voix, en fa-dièse mineur (1805/1830) (cf. op. 43 no 9)
  - no 2
  - no 3 Fugue (1805/1830)
  - no 4 Prélude (1805-1810)
  - no 5 Fugue a 3, en ut mineur (1805/14 décembre 1831)
  - no 6 Prélude
  - no 7 Prélude
  - no 8 Prélude
  - no 9 Canon (1804, rev. 19 novembre 1828)
  - no 10
  - no 11 Fugue en ré majeur (sur Kyrie de Angelis) (vers 1807). Voir la version pour orgue : op. 43 no 10 et 34 no 6.
- Opus 34
  - no 1
  - no 2 Prélude (1805–1810)
  - no 3
  - no 4 Prélude (1805–1810)
  - no 5 Prélude (1805–1810)
  - no 6 Fugue (1805-1810)
  - no 7
  - no 8 Prélude (1805–1810)
  - no 9
  - no 10 Canon (1805–1810)
  - no 11 Canon (1811)
  - no 12 Prélude (1805–1810)
- Opus 46
  - no 1 Canon (8 septembre 1826)
  - no 2 Canon (23 mai 1927)
  - no 3 Canon (19 octobre 1828)
  - no 4 Canon perpétuel à la douzième en mouvement contraire, en fa mineur[29]. (1828–1829) cf. version pour orgue : op. 40 no 1
  - no 5 Canon (16 mai 1829)
  - no 6 Prélude (entre 1816 et 1829)
  - no 7 Fugue à deux voix (1829)
  - no 8 Canon all'ottava en fa-dièse majeur (vers 1829)
  - no 9 Canon (22 juin 1830)
  - no 10 Cinq Variations en si mineur (1830) François-Sappey parle de ces variations comme « les plus belles et, dans l'absolu, les plus parfaites »[30].
  - no 11
  - no 12 Moderato molto legato, en fa dièse majeur. Pièce destinée à la Revue Musicale de Fétis en 1833 (comp. vers 1830).
- Opus 47
  - no 1 Canon à l'octave en fa-dièse majeur. cf. version pour orgue : op. 43 no 4.
  - no 2 Canon (2 novembre 1830)
  - no 3 Fugue en mi-bémol majeur (4 novembre 1830)
  - no 4 en sol-dièse majeur. (14 mai 1831).
  - no 5 Toccata en tierces en mi majeur. Datée du 21 mai 1831.
  - no 6 Prélude (1833)
  - no 7 Prélude (7 mars 1846)
- Opus 48
  - no 1
  - no 6 Fantasia en mi mineur. Largo (entre 1848 et 1851)
  - no 7 Prélude (entre 1848 et 1851)
  - no 8 Canone all'ottava en fa-dièse majeur
  - no 10 Andante
  - no 11 Toccata en la majeur (vers 1850)
- Opus 49
  - no 2 Allegro en si-bémol mineur (vers 1850)
- Opus 50
  - no 1 Fugue à quatre voix avec strette (1816)
  - no 2 Canon (1816)
  - no 3 Fugue en ré mineur (1816)
  - no 4 Moderato (vers 1816)
  - no 5 Fugue avec contre-sujet obligé, en ré majeur (1816/1854)
  - no 6
  - no 7
  - no 8 Fugue double (1819). Version pour orgue : op. 36 no 3
  - no 9 Fughetta en ut mineur (1819)
  - no 10 Fugue en mi mineur (1820)
- Opus 51
  - no 1
  - no 3 Prélude (1851 ou 1852)
  - no 6 Prélude (3 novembre 1851)
  - no 9 Agitato en ré mineur
- Opus 52
  - no 1
  - no 2 Canon à l'octave en fa mineur (1852 ou 1853)
  - no 3
  - no 4 Canon (1852)
  - no 5 Canon (1852 ou 1853)
  - no 6 Prélude (1852 ou 1853)
  - no 7
  - no 8 Fugue en si mineur (1852)
  - no 9 Larghetto en ut mineur
  - no 10 Allegretto en ut mineur
  - no 11 Tempo moderato en mi-bémol mineur (26 juin 1853)
- Opus 53
  - no 1 Carillon, en ut majeur
  - no 2 Prélude (entre 1853 et 1855)
  - no 3 Prélude-Fantaisie, en fa-dièse mineur. Moderato - Lento - Adagio poco agitato (15 mai 1854)
  - no 4
  - no 12 Canon (entre 1853 et 1855)
- Opus 54
  - no 2 Suite en la bémol majeur no 2 & 3 - Sarabande en fa mineur[31]
  - no 3 Capriccio
  - no 5 Fantaisie en mi majeur. Andante moderato - Allegretto con vivace (entre 1853 et 1855)
  - no 6
  - no 7 Suite en la mineur no 7 à 11 - Allemande[32]
  - no 8 Courante
  - no 9 Sarabande
  - no 10 Air
  - no 11 Gigue (4 février 1855)
  - no 12 Allegro con vivacita, en mi-bémol majeur (28 juin 1855)
- Opus 55
  - no 1 Prélude en sol majeur. (1er août 1855).
  - no 2 Suite en mi mineur no 2 à 4 - Sarabande[33]
  - no 3 Bourrée et tambourin
  - no 4 Gigue
  - no 7 Cinq Variations en ut majeur (après 1855)
  - no 11 Suite en la-bémol majeur no 11 et 12 - Allemande[34]
  - no 12 Courante
- Opus 56
  - no 1 Prélude (13 septembre 1856)
  - no 2
  - no 3
  - no 4
  - no 5
  - no 6 Canon (1857)
  - no 7 Allegro en ut majeur. (L'esquisse est notée Moderato)
  - no 8 Fugue à quatre voix en ut majeur (1858)
  - no 9 Toccata, Allegro ma non troppo[35]
  - no 10 Huit Variations en sol majeur. Thème, simplice legato e tenuto (1807-1808[36], corrigées en 1858)
  - no 11 Fugue sol mineur (septembre 1858)
- Cinq Variations en ré majeur (Versailles, ms. 178 no 66) N'a pas été publié par Richault.

Pièces à quatre mains
- Duo pour piano à quatre mains, op. 4 (dédié à Mesdemoiselles Félicie et Coralie Duvivier - pub. v. 1829, Richault)
- Deux caprices à quatre mains et un Caprice à trois mains, op. 8 (pub. av. 1842, Prilipp) (œuvre perdue)
- Sonate à quatre mains, op. 17 en fa mineur (Dédiée à Madame E. Sauzay - pub. 1855, Richault) Voir Trio opus 23. Allegro moderato - Adagio - Tempo di menuetto-Trio - Gigue. Finale. Allegro

### Musique de chambre
Les compositions de musique de chambre s'étalent de 1804 à 1858.
- Adagio sostenuto, mouvement de Quatuor à cordes (comp. 1804[37])
- Sept variations pour le piano avec accompagnement de violon obligé sur l'air « La Danse n'est pas ce que j'aime » de l'opéra Richard Cœur de Lion (Grétry), op. 3 (dédiées à Mademoiselle Clémentine de Rony – pub. fin 1819 ou début 1820, Boieldieu jeune)
- Trois Trios pour violon, alto et violoncelle, op. 5 (comp. 1808[38] - pub. v. 1829, chez l'auteur et chez Frey)
  - Trio no 1 en ré majeur - I. Allegro, II. Allegretto grazioso, III. Scherzo - Trio, IV. Allegro assai.
  - Trio no 2 en ut majeur - I. Allegro, II. Adagio, III. Minuetto - Trio, IV. Finale. Presto.
  - Trio no 3 en sol mineur - I. Allegro agitato, II. Andante con moto, III. Scherzo - Trio, IV. Allegro ma non troppo.
- Trio pour violon, alto et violoncelle no 4, op. posth. 23 (dédiés à Eugène, Julien et Louis Sauzay - comp. v. 1824[39] - pub. 1859, Richault). Ce trio est une version de la sonate pour piano à quatre mains opus 17.
- Trio pour violon, alto et violoncelle no 5, op. posth. 24 en si-bémol majeur (dédiés à Eugène, Julien et Louis Sauzay - comp. v. 1827[40] – pub. 1859, Richault)
- Quatuor à cordes op. posth. 27 en la mineur (dédiées à Messieurs A. Bessens, J. Quinefault et J.-J. Vidal - comp. v. 1824-27[41] – pub. 1854 & 1857, Richault)
- Quatuor à cordes op. posth. 28 en mi bémol majeur (comp. 1824-27 - pub. 1854 & 1857, Richault)
- Quatuor à cordes op. posth. 29 en sol majeur (comp. 1824-27 - pub. 1854 & 1857, Richault)
- Quatuor à cordes op. posth. 30 en mi majeur (comp. 1824-27 - pub. 1854 & 1857, Richault)
- Quatuor à cordes arrangé pour piano à quatre mains, op. 31 (pub. 1859, Richault) C'est l'opus 29, dont on ignore la date d'arrangement.
- Deux Sonates pour piano et violon, op. posth. 32 (Dédiées à Mademoiselle Vivaux - comp. 1806-07[42], sauf le final de la deuxième terminé le 17 juillet 1857 - pub. 1859-1860, Richault)
- Trois Mélodies pour violoncelle et orgue expressif. (dédiées au Marquis de Corberon - comp. vers 1837-1840) Ces trois pièces figurent dans l'opus 12 pour orgue. On ignore quelle était la première forme[43].
- Sestetto/sextuor arrangé d'après une symphonie, en ré majeur (comp. 1827, manuscrit[44]). I. Allegro, II. Andante Sostenuto, III. Scherzo. Allegro molto, IV. Finale. Allegro.

### Orgue
Les compositions destinées à l'orgue s'étalent de 1828 à 1848 et représentent un total de 275 pièces environ, dont seulement un tiers fut édité de son vivant. Il s'agit de la production la plus importante depuis Lebègue et jusqu'à Tournemire et représente près de la moitié du corpus boélin, en un temps où l'orgue déclinait et trouvait face à lui des contemporains mal formés - notamment à l'improvisation -, ou simplement futiles, préférant un quadrille à une fugue... Sept recueils furent publiés en seulement quatorze ans, de 1842 à 1856.
- Quatre Offertoires, op. 9 (30 juillet 1841[46] - pub. 1842, Canaux). Les pièces sont gravées sur deux portées.
  - Offertoire no 1 en fa majeur
  - Offertoire no 2 en ré majeur
  - Offertoire no 3 en la majeur
  - Offertoire no 4 en si bémol majeur
- Quatorze Morceaux qui pourront servir pendant l'Office divin, suivant les tons des Kyrie, Gloria, Hymnes, Antiennes ou versets dans lesquels l'organiste doit jouer, op. 10 (pub. 1842, Canaux)
  - no 1 en sol majeur. Allegro
  - no 2 en sol mineur. Andantino (Hymne Crudelis Herodes jusqu'à no 4)
  - no 3 en sol majeur. Andante sostenuto
  - no 4 en sol mineur. Allegro
  - no 5 Prélude sur les Jeux de fonds, en ré majeur. Andante
  - no 6 Hymne du Troisième Ton : Pange lingua, en sol majeur
  - no 7 & 8 Grands chœurs, en mi mineur. Allegro moderato - en ut mineur, Allegro. (Pour Iste Confessor no 8 à 10)
  - no 9 Larghetto en ut mineur (cf. Trois pièces pour violoncelle et orgue)
  - no 10 Trio Allegretto con moto, en ut majeur[47]
  - no 11 Andante en sol majeur
  - no 12 Andante en ré majeur (Quatuor à la Française)
  - no 13 Duo Allegro vivace en ut mineur
  - no 14 Andante en ut majeur
- Messe du jour de Noël composée sur des airs populaires anciens dits Noëls et suivants les tons du chant des Grands Solemnels à l'usage de Paris, op. 11 (pub. 1842, Canaux)[48]
  - Rentrée de la procession - Offertoire sur les Grands Jeux - Sortie
- Vingt-quatre Pièces avec les principaux mélanges des jeux et des claviers, op. 12 (pub. v. 1842, Veuve Canaux)
  - no 1 à 4, Suite en ut mineur/Majeur
  - no 5 à 10, Suite en sol mineur/majeur (10. Quatuor)
  - no 11 à 15, Suite de cinq pièces pour un Magnificat en ut majeur
  - no 16 à 20, Suite en mi mineur/majeur
  - no 21 à 23, en si bémol majeur (22. Canon, 6 juillet 1837)
  - no 24 Offertoire, en fa majeur « Offertoire d'une exécution facile ».
- Douze morceaux pour l'orgue expressif [ou harmonium], op. 14 (dédiés à Monsieur le Marquis de Corberon - pub. v. 1846, Veuve Canaux)
  - no 1 Allegro maestoso
  - no 2 Andante sostenuto
  - no 3 Marche
  - no 4 Allegro, en ré mineur
  - no 5 Andantino
  - no 6 Larghetto sostenuto
  - no 7 Allegro
  - no 8 Adagio
  - no 9 Moderato grazioso
  - no 10 Vivace
  - no 11 Andante pastorale, en sol majeur
  - no 12 Allegretto
- Quatorze préludes avec pédale obligée sur les cantiques de Denizot (XVIe siècle), op. 15 (pub. 1847, Blanchet[49]) En 1902, à la faveur d'une réédition, Camille Saint-Saëns qualifie de « pur chef-d'œuvre » cet opus 15.
  - no 1 Cantique I « Seigneur Dieu, ouvre la porte », en fa majeur
  - no 2 Cantique II « D'où vient qu'en cette nuitée », en mi bémol majeur
  - no 3 Cantique III « Chantez mes vers ce jour », en sol mineur
  - no 4 Cantique IV « Esprits divins », en sol majeur, à cinq voix (9 novembre 1846)
  - no 5 Cantique V « Réveillez-vous pastoureaux », en ré mineur
  - no 6 Cantique VI « Quel étonnement vient saisir mon âme », en mi bémol majeur (6 novembre 1846)
  - no 7 Cantique VII « Ici je ne bâtis pas », en ut majeur
  - no 8 Cantique VIII « Sus, sus qu'on se réveille », en ré mineur (manuels)
  - no 9 Cantique IX « Le Vermeil du Soleil », en fa majeur
  - no 10 Cantique X « Lyre ce n'est pas en ce chant » en ré mineur, à cinq voix (24 novembre 1846)
  - no 11 Cantique XI « Voici une première entrée », en sol mineur (8 décembre 1846)
  - no 12 Cantique XII « Muses sœurs de la peinture », en sol mineur (manuels)
  - no 13 Cantique XIII « Sus bergers en campagne », en ré mineur (18 octobre 1846)
  - no 14 Cantique XIV « Mon âme dormez-vous ? », en sol mineur (2 novembre 1846)

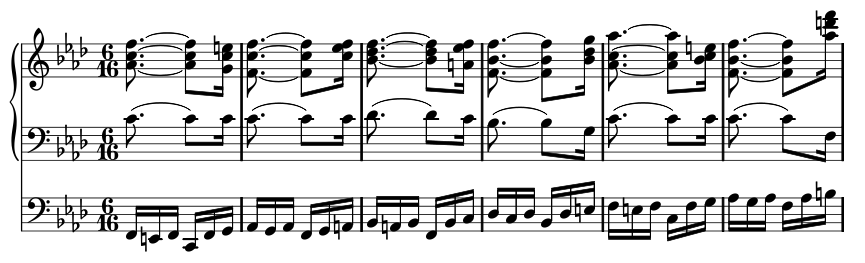
Premières mesures de la pièce opus 18 no 7 pour orgue

- Douze pièces avec pédale obligée ou piano à clavier de pédales, op. 18 (comp. 1832-40[50] - pub. 1856, Richault) Seules les pièces no 2 et 6 semblent purement destinées à l'orgue. Le reste étant effectivement ou supposé pour piano à pédalier. Par exemple le pédalier de Saint-Germain s'arrête à l'ut alors que la partition contient un mi bémol (no 1, 7 & 12), mi-bécarre (no 3 et 11)[51].
  - no 1 Andante con moto, en mi bémol majeur (vers 1833)
  - no 2 Andante à deux claviers (24 juillet 1835, pour l'orgue de Saint-Gervais[52].)
  - no 3 Canon perpétuel double à l'octave, en si mineur
  - no 4 Andante moderato, en si mineur (copie au net du 27 avril 1840[53])
  - no 5 Andante con moto, en ut majeur
  - no 6 Fantaisie et Fugue, en si bémol majeur. Sans doute la pièce la plus célèbre de l'auteur. La fantaisie est notée Allegro et la fugue à quatre voix, Moderato. Boëly ajoute un épilogue, « Maggiore come prima » qui reprend les dix-sept premières mesures. Brigitte François-Sappey écrit « Sa Fantaisie et fugue se hausse au niveau des préludes et fugues d'orgue de Mendelssohn, des fugues de B.A.C.H. de Schumann et, comme ceux-ci, marque symboliquement la redécouverte de l'œuvre du Cantor en ce milieu du XIXe siècle. Elle occupe une position unique dans la production de Boëly et dans la musique française »[54]. On ne saurait mieux dire sur son importance.
  - no 7 Allegro ma non troppo en fa mineur. Autre chef-d'œuvre qui possède une redoutable et intimidante partie de pédale.
  - no 8 Fantaisie en sol majeur. Le style se rapproche des compositions pour orgue mécanique de Mozart (cf. Kv 608)
  - no 9 Scherzo moderato en si majeur « a 5 voci » (1831 vers. piano[55])
  - no 10 Allegretto en si mineur
  - no 11 Canone all'ottava en mi mineur
  - no 12 Allegro moderato en mi bémol majeur (1833 vers piano[56])Premières mesures de l'Andantino extrait des Grands Solemnels opus 35, pour orgue

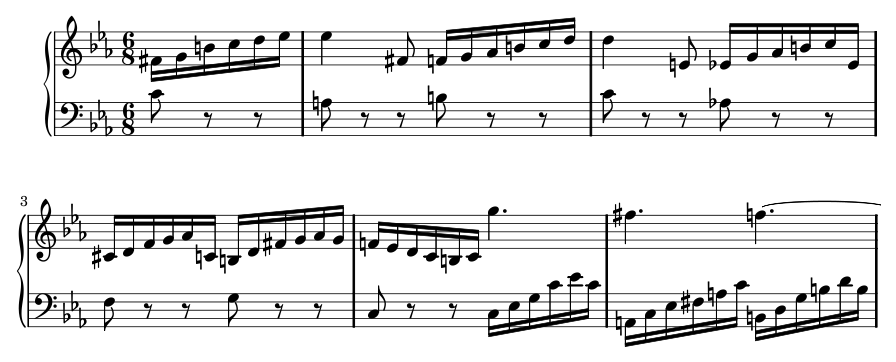
Premières mesures de l'Andantino extrait des Grands Solemnels opus 35, pour orgue

Collection des œuvres posthumes op. 35 à 45 (114 pièces comp. 1825-1858 - pub. 1859-1860, Richault)
L'ordre choisi pour ces publications posthumes est strictement chronologique.
- Opus 35 12 Pièces liturgiques
  - no 1
  - no 2 Fugue en ut mineur, III Kyrie (sur Kyrie Cunctipotens)
  - no 3
  - no 4 Duo, Andantino en ut mineur (1834)
  - no 5
  - no 6
  - no 7
  - no 8
  - no 9
  - no 10 Fughetta sur Deo Gratias en ré majeur
  - no 11
  - no 12
- Opus 36 12 Pièces liturgiques
  - no 1 Fugue (sur Opus Perigisti, hymne du 8e ton)
  - no 2 Fugue en ut mineur (pour l'hymne des Vêpres de la Pentecôte du 1er ton)
  - no 3 Fugue en ut majeur à deux sujets (pour la Pentecôte) (cf. op. 50 no 8)
  - no 4 Fugue en ut majeur à deux sujets (pour la Pentecôte)
  - no 5 Fugue en ut mineur (1er ton)
  - no 6 Fughetta pour les Kyrie du 1er ton
  - no 7 Fugue pour l'hymne de St-Gervais en ré majeur
  - no 9 Fugue en ré mineur (sur Kyrie Cunctipotens, 1er ton, 1840)
  - no 10
  - no 11
  - no 12
- Opus 37 12 pièces dont 11 liturgiques
  - no 1 Fugue sur Kyrie Cunctipotens, III Kyrie
  - no 4 Fugato (sur Adoro Te supplex du 6e ton)
  - no 5 Fuga e canone à la quinte, en ut mineur (sur Kyrie Cunctipotens)
  - no 6 Canon
  - no 7 Duo à 2 claviers en fa majeur, Moderato.
  - no 10 Fughetta ou Trio en fa majeur (sur Quo Vos Magistri du 5e ton)
  - no 12 Allegro fugato sur le Kyrie de Du Mont en ut mineur

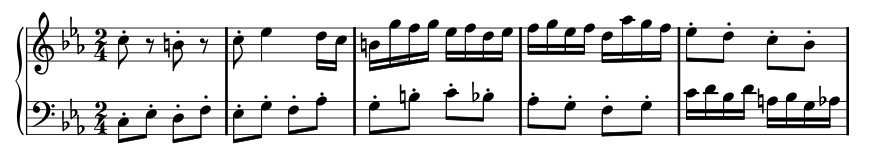
Premières mesures du Duo sur le Kyrie Cunctipotens opus 38 no 8

- Opus 38 12 pièces dont 6 liturgiques
  - no 1
  - no 2 Fughetta en ut mineur (2 septembre 1836[57])
  - no 3 Fugue à 3 sujets (pour le Sanctus du Te Deum)
  - no 4 Fantasia pour le verset « Judex crederis » au Te Deum. Allegro pastorale en sol majeur-Allegro agitato en sol mineur.
  - no 6 Fugue en si bémol majeur (sur Kyrie de Angelis)
  - no 7 Duo à 2 claviers
  - no 8 Duo sur le Kyrie Cunctipotens. Allegro vivace
  - no 9 Fugue en ut mineur à 3
  - no 10 Offertoire pour le jour de Pâques. Fondé sur le thème O Filii et Filiae. Avec la Fantasia sur Judex crederis le no 4, il s'agit d'une des pièces les plus colorées de Boëly. Toutes deux composées pour les cinq claviers de Saint-Gervais, l'orgue des Couperin, elles ont une place d'exception pour les organistes.
  - no 11
  - no 12 Duo
- Opus 39 12 pièces liturgiques
  - no 1 Grand Chœur fugué (sur Kyrie Cunctipotens du 1er ton)
  - no 3 Fugato sopra l'hymno en si mineur (sur Forti tegente)
  - no 4 Fugue (sur Kyrie cunctipotens)
  - no 6 Duo
  - no 10 Kyrie des Grands Solemnels
  - no 11 Carillon des morts en mi bémol majeur
- Opus 40 12 pièces dont 9 liturgiques
  - no 1 Canon (1928-1829) cf. version pour piano op. 46 no 4
  - no 2 Fugue en fa mineur, pour les Kyrie du 1er ton (10 novembre 1840)
  - no 3 Fughetta en fa majeur (sur Kyrie de Angelis)
  - no 4 Offertoire pour la messe du jeudi saint[58]
  - no 5 Duo
  - no 6 Fughetta pour l'hymne de la Trinité du 8e ton
  - no 7 Fughetta sur Crux Alma (hymne du 3e ton des fêtes de la croix)
  - no 9 Fughetta sur Sacris Solemnis
  - no 10 Fugue en ré mineur à 4 (cf. op. 50 no 1)
- Opus 41 14 pièces dont 4 liturgiques
  - no 1 Fughetta en fa mineur (sur Kyrie Cunctipotens)
  - no 3 Fugue pour l’hymne de Saint Jean-Baptiste
  - no 7 Petit offertoire. Le thème principal provient de la Symphonie nº 39 de Mozart.[59]
  - no 8 Fughetta
  - no 10 Duetto
  - no 12 Fughetta
  - no 13 Fughetta en si bémol majeur (sur Kyrie de Angelis) (cf. op. 44 no 1)
- Opus 42 14 pièces dont 6 pièces liturgiques
  - no 1 Fughetta
  - no 2 Fughetta pour l'hymne de Saint Jean-Baptiste
  - no 3 Fughetta
  - no 4
  - no 5 Andante en ré mineur « à 2 claviers et pédale »
  - no 6 Fughetta en si bémol majeur. Le sujet est fondé sur B.A.C.H.
  - no 8 Fughetta sur Tantum Ergo. Même sujet que le no 1.
  - no 9 Fughetta
  - no 10 Fugue en ré mineur[60]. Dans l'esprit de l'Offrande Musicale de Bach.
- Opus 43 
  - no 1
  - no 4 Canone all'ottava, en fa dièse majeur cf. version pour piano op. 47 no 1
  - no 8 Largo un poco sostenuto en ut dièse mineur (14 avril 1828 vers. piano op. 13)
  - no 9 Fugue
  - no 12 Pièce dans le style moderne en sol majeur
  - no 13 Toccata, Allegro non troppo en si mineur (adaptée de la Fantaisie en si mineur pour piano - Dédiée à Camille Saint-Saëns, 23 juillet 1858[61])

- Opus 44 

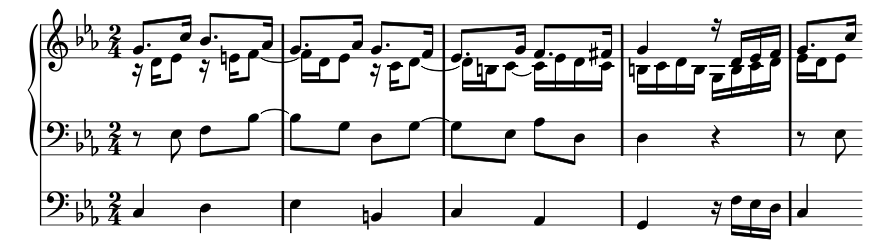
Premières mesures du Moderato en ut mineur op. 44 no 7

  - no 7 Moderato en ut mineur (1817 vers. piano)
  - no 11 Fugue a quatre voix
  - no 15 Adagio en mi majeur (1804 vers. Quatuor à cordes)
- Opus 45 3 pièces
  - no 1
- Préludes et deux Fantaisies pour orgue expressif ou harmonium, op. 57 (comp. 1840 pour le prélude et 1827 & 1829[62] - pub. 1859-1860, Richault)
  - Prélude. Il figure aussi en première partie de l'Offertoire op. 41 no 7
  - Fantaisie en sol mineur
  - Fantaisie en la mineur
- 7 Noëls : 1. Une bergère jolie – 2. Grâce soit rendue – 3. [sans titre] – 4. Noël suisse – 5. Vous qui désirez sans fin – 6. Ô jour ton divin flambeau – 7. Le Roi des cieux vient de naître.
- 3 Chorals : 1. Bin ich gleich von dir gewichen – 2. Ermuntre dich mein schwacher Geist – 3. Was mein Gott will das g'scheh' allzeit.
- Copie et achèvement de la Fugue inachevée de l'Art de la Fugue de J.-S. Bach (v. 1833, manuscrit) La copie est à l'encre noire, et la résolution de Boëly en rouge[63]. Boëly qui prend soin d'indiquer les notes B.A.C.H dans la partition, est sans doute le premier qui ose achever le contrepoint.

### Musique vocale
Les compositions vocales s'étalent de 1838 à 1856. Elles sont le fruit des circonstances et occupent une place très secondaire dans le corpus boélien.
- Six Romances mises en musique avec accompagnement de piano, op. 19 (dédiées à Mesdemoiselles Marie et Jeanne de Conantre - pub. 1856, Lavinée et chez l'auteur)
- Messe brève pour soprano, ténor et basse avec accompagnement d'orgue et de contrebasse ad libitum, op. 25 en mi bémol majeur (Comp. 1842 - pub. 1859, Richault) Était destinée à Saint-Germain
- Messe brève pour soprano, ténor et basse avec accompagnement d'orgue et de contrebasse ad libitum, op. 26 en la majeur (Comp. 1844 - pub. 1860, Richault). Kyrie - Gloria - Sanctus - Agnus Dei.
- Motets (comp. 1838-1853 - manuscrits)
  - Salve Regina pour soprano, alto et basse (25 juin 1838)
  - Sub tuum praesidium en si-bémol majeur (27 juin 1838)
  - Victimae paschali (1841)
  - O salutatis pour quatre solistes mixte et accompagnement d'orgue, en fa majeur[64] (1841)
- Trois mélodies destinées à des fêtes ou anniversaires de fillettes de son entourage.

### Orchestre
- Symphonie à grand orchestre (œuvre perdue[65])

### Arrangements
- Mozart, Concertos pour piano Kv. 450, 459, 467 et 488, partie de vents arrangées pour l'orgue ou l'harmonium.
- Haydn, Symphonie no 95 - arrangée en sextuor à cordes[66]

## Éditions
Piano
- 2 Sonates opus 1, chez Fuzeau ou Choudens, 1981
- 10 Études Romantiques (extr. des 30 de) l'opus 6 pour piano, chez Henry Lemoine, 1988 (no 11, 12, 14, 15, 18, 20, 21, 23, 28 & 29)
- 12 Études Romantiques (extr. des 40 de) l'opus 13 pour piano, chez Henry Lemoine, 1988 (no 3, 6, 8, 9, 10, 13, 14, 15, 16, 19, 24 & 34)
- Quatre Suites dans le style des anciens maîtres, op. 16, 1989 chez A. Zurfluh, 1989

Orgue
- Œuvres complètes pour orgue, chez Leduc (éd. Norbert Dufourcq et Brigitte François-Sappey)
  - Livre Troisième 2e fascicule, 1978
  - Livre Troisième 3e fascicule, 1985
- Œuvres complètes pour orgue, chez SMF19-Publimuses (éd. Nanon Bertrand-Tourneur, Henri de Rohan Csermak, avant-propos de Brigitte François-Sappey)
  - Vol. I : Les Offertoires, 2001
  - Vol. II : Les Pièces pour le temps de Noël, 2002
  - Vol. III : Les Pièces pour orgue ou piano-pédalier op. 18, 2002
  - Vol. IV : Les pièces pour orgue expressif ou harmonium op. 14 & 57, 2004
  - Vol. V : Les opus 10 et 12 (édition Nanon Bertrand), 2008
  - Messe solennelle pour l'Orgue extraite de plusieurs auteurs anciens (éd. Nanon Bertrand et Eric Lebrun), 2008

Chambre
- Trios, Musica Gallica, 1994.
- Sestetto arrangé d'après une symphonie (1827) en ré majeur, par Michel Uhlmann, Éditions Laborie
- 3 Mélodies pour violoncelle et orgue expressif, par N. Bertrand, éditions SMF19-Publimuses, 2011

Musique vocale
- O salutaris à 4 voix avec accompagnement d'orgue, par N. Bertrand, éditions SMF19-Publimuses, 2011

## Exemples sonores
- YouTube Richard Moore interprète le Judex Crederis de Boely sur l'Orgue Clicquot de Souvigny

## Discographie
La discographie n'est pas pléthorique mais s'étoffe depuis quelques années avec les travaux d'Éric Lebrun et B. François-Sappey. Si la musique d'orgue est bien défendue, les pièces de chambre sont le parent pauvre de cette sélection.
Piano
- Un versaillais à Paris - Anthologie par Jacqueline Robin, piano - (enregistrements 1978 & 1980) Arion 2CD, 2008. Sonates op. 1 no 1 & 2 ; six pièces isolées : Moderato molto legato, op.46 no 12 ; Allegro, op. 49 no 2 ; Pièce, op. 78 no 11 ; Gigue, op. 54 no 11 ; Moderato, op. 50 no 4 ; Tempo moderato, op. 52 no 11 ; Caprices op. 2 no 7, 9, 12, 16, 17, 19, 23 & 30 ; Études op. 6 no 12, 13, 15, 18, 23 ; Suite op. 16 no 2 ; Études op. 13 no 8, 9, 10 (Révolutionnaire), 16, 19 & 24.
- Sonates op. 1 et Caprices ou Pièces d'étude op. 2 (extr. : 1, 2, 5-7, 9-11, 14, 15, 17, 19-23, 25, 27, 29 & 30) - Christine Schornsheim, piano Érard - Capriccio, 2008
- Caprices ou Pièces d'études op. 2 - Laure Colladant, pianoforte Filipo Molitor 1800 - Adès, 1995 / Universal 2006
- L'œuvre pour piano à quatre mains : Duo op. 4, Sonate op. 17, Quatuor op. 31 - Laurent Martin & Betty Hovette, piano - Ligia Digital, 2006

Chambre
- Musique de chambre : Trio en ut majeur, op. 5 no 2 - Quatuor à cordes no 1, op. 27 - Mélodie pour violoncelle no 2 en mi majeur - Sextuor en ré majeur - Quatuor Mosaïques, Christophe Coin[67], Éric Lebrun, orgue - Laborie, 2009
- Quatuors à cordes op. 27 no 1 & 29 no 3, Trio à cordes op. 5 no 1 - Trio à cordes de Paris, Édouard Popa - Chant du Monde LDC 278 821, 1986

Orgue
- Pièces d'orgue & Musique sacrée - François Menissier, orgue, Ensemble Gilles Binchois Dir. Dominique Vellard - Radio France/Tempéraments, 2001
- Extr. des opus 11, 14, 15, 18 & op. 38 no 6 - Daniel Roth, Orgue Cavaillé-Coll de l'église Saint-Merri à Paris, Emi 5 65561 2
- Grands Offertoires, fantaisies, cantique et pièces libres - Daniel Roth, aux deux orgues Aristide Cavaillé-Coll de la Cathédrale de Bayeux - Aeolus, 2003
- Pange Lingua, intégrale de l'œuvre d'orgue - Marie-Ange Leurent et Éric Lebrun, orgues (neuf instruments différents), maîtrise de Colmar, direction Arlette Steyer, Sébastien Mercet, ophicléide, 8 CD Bayard Musique, 2008
- Œuvres du XIXe siècle à Saint-Denis (Boëly, Chauvet, Alkan, Saint-Saëns, Franck) par Pierre Pincemaille : Orgue de la basilique Saint-Denis, mai 1994 - Solstice SOCD 116.